# Competitività
La competitività economica è la capacità di un'azienda, di un ente pubblico o di un territorio di fornire beni o servizi concorrenziali. Il soggetto competitivo è dunque quello in grado di rimanere sul mercato reggendo la concorrenza. La nozione è utilizzata prevalentemente in ambito economico.

## La competitività degli Stati

Il Global Competitiveness Report relativo al biennio 2008-2009: in verde scuro i paesi più competitivi in rosso quelli meno competitivi.

Secondo il Global Competitiveness Report, l'annuale classifica stilata dal Forum Economico Mondiale di Davos, la competitività di uno Stato è data dall'insieme delle istituzioni, delle politiche e dei fattori che ne determinano il livello di produttività.
Nello specifico, vengono misurate nove variabili: le istituzioni (il rispetto dei diritti di proprietà, il livello di corruzione e l'efficienza della giustizia), le infrastrutture (le vie di comunicazione, la rete teleinformatica), i dati macroeconomici (lo stato delle finanze pubbliche, il tasso di inflazione e la dinamica monetaria), la salute della popolazione e la scolarità primaria (l'impatto economico a medio-termine di alcune malattie, la speranza di vita, l'alfabetizzazione), l'istruzione media e superiore (il livello della scolarità, degli apprendistati e dei tirocini), l'efficienza del mercato (le distorsioni, la competizione interna, la bilancia commerciale, la capacità di attrarre cervelli, la flessibilità), il livello tecnologico (la percentuale degli utilizzatori di internet, la diffusione e la recezione delle nuove tecnologie fra le aziende e fra la popolazione), la sofisticazione del business (la posizione mondiale, i vantaggi competitivi) e l'innovazione (la spesa per la ricerca e lo sviluppo dello stato e delle aziende, la presenza di centri di ricerca, la collaborazione fra centri di ricerca e imprese, il numero dei brevetti, la capacità di innovare).

## Critiche
Secondo vari autori , fra i quali il premio Nobel teorico del commercio internazionale Paul Krugman che ha affermato <<competitività è una parola senza senso,se applicata alle economie nazionali>> l'àmbito della competitività economica è circoscritto ai settori industriali, aziendali o universitari,ad esclusione degli Stati per i quali operano diversi processi di adattamento.